# Dioscorea laxiflora
Dioscorea laxiflora là một loài thực vật có hoa trong họ Dioscoreaceae. Loài này được Mart. ex Griseb. mô tả khoa học đầu tiên năm 1842.